# Sharon Hodgson
Sharon Hodgson (née le 1er avril 1966) est une femme politique du parti travailliste britannique. Elle est députée de Washington et Sunderland West depuis 2010, et est auparavant députée de Gateshead East et de Washington West de 2005 à 2010.

## Jeunesse
Hodgson est née à Gateshead, dans le comté de Durham et fait ses études au Greenwell Junior High School et au Heathfield Senior High School, où elle obtient huit O-Levels. Après avoir quitté l'école, elle travaille comme comptable dans la Team Valley, puis fréquente le Newcastle College et la Trades Union Congress Academy à Londres.
Hodgson travaille ensuite pour Northern Rock à Gosforth, puis comme commis à la paie et à la comptabilité pour des entreprises locales. Après avoir été mère au foyer pendant quelques années au milieu des années 1990 et avoir fait du bénévolat pour le Parti travailliste à Stockton-on-Tees pendant la campagne électorale de 1997, elle devient permanente du parti en 1999.
En 2000, elle est la responsable locale du Parti pendant deux ans dans la circonscription de Mitcham et Morden, aidant le député travailliste Siobhain McDonagh à être réélu aux élections générales de 2001. Avant son élection au Parlement, Hodgson travaille comme agent de liaison travailliste pour UNISON.
Elle est élue pour deux ans en tant que responsable des femmes au sein du Parti travailliste de la circonscription de Tyne Bridge (CLP) en 1998. En 2002, elle est élue secrétaire du CLP Mitcham et Morden dans l'arrondissement londonien de Merton.

## Carrière parlementaire
En 2004, Hodgson est choisie comme candidate travailliste pour Gateshead East et Washington West aux élections générales de 2005. Sa sélection fait suite à la retraite de la députée travailliste en exercice Joyce Quin et sur une liste restreinte de femmes. Hodgson remporte le siège avec une majorité de 13 407 voix et prononce son premier discours à la Chambre des communes le 25 mai 2005.
À la suite de changements de frontières, la circonscription de Gateshead East et Washington West est abolie et remplacée par deux nouveaux sièges, Gateshead et Washington et Sunderland West, lors des élections générales de 2010. David Clelland, alors député de Tyne Bridge, est choisi en décembre 2006 par des membres du Parti travailliste pour devenir le candidat de la circonscription de Gateshead aux élections générales suivantes.
À la suite de son échec à être sélectionnée pour le siège de Gateshead, Hodgson annonce son intention de se présenter à la sélection en tant que candidate du Parti travailliste pour le nouveau siège de Washington et Sunderland Ouest en septembre 2007, et elle est sélectionnée. Elle est élue députée de ce siège aux élections générales de 2010 avec une majorité de 11 458 voix.
Au Parlement, elle siège à plusieurs comités spéciaux depuis son élection en 2005, notamment le Comité régional du Nord-Est et le Comité des écoles et des familles pour enfants. Elle est également Secrétaire parlementaire privé de Liam Byrne au ministère de l'Intérieur, de Bob Ainsworth au ministère de la Défense et de Dawn Primarolo au ministère de la Santé. En juin 2009, Hodgson est promue au poste de whip adjoint du gouvernement.
Dans l'opposition, le chef du parti travailliste de l'époque, Ed Miliband, nomme Hodgson au ministère de l'ombre des enfants et des familles en octobre 2010. Elle démissionne de son poste et soutient Owen Smith dans la tentative ratée de remplacer Jeremy Corbyn lors des élections à la direction du Parti travailliste de 2016. Trois mois plus tard, en octobre 2016, elle est nommée ministre fantôme de la Santé publique . Dans le premier gouvernement fantôme d'opposition de Keir Starmer, Hodgson est nommée ministre de l'ombre pour les anciens combattants.